# 啮蚀瓣瑞香
啮蚀瓣瑞香（学名：Daphne erosiloba）为瑞香科瑞香属下的一个种。

## 扩展阅读
- 維基物種上的相關：啮蚀瓣瑞香